# Flanimals
Flanimals är titeln på en serie böcker av den brittiske komikern Ricky Gervais. Böckerna, illustrerade av Rob Steen, innehåller 35 olika figurer som beskrivs som djurarter som tillsammans bildar en fantasivärld.
Några av de mest kända Flanimals är Honk, Grundit, Puddloflaj, och Mernimbler (som finns i både en vuxen- och en barnversion). 
Flera uppföljare till den ursprungliga boken Flanimals, som kom 2004, har publicerats, nämligen More Flanimals (2005), Flanimals of the Deep (2006), Flanimals: The Day of the Bletchling (2007) och Flanimals: Pop Up (2009).